# Apamea illyria
Apamea illyria là một loài bướm đêm thuộc họ Noctuidae. Nó được tìm thấy ở hầu hết châu Âu tới miền tây Xibia, Thổ Nhĩ Kỳ và Kavkaz.
Sải cánh dài 31–36 mm. Con trưởng thành bay tháng 5 đến tháng 7.
Ấu trùng ăn các loài Calamagrostis, Dactylis và Deschampsia, cũng như Milium effusum.